# Emmeloord

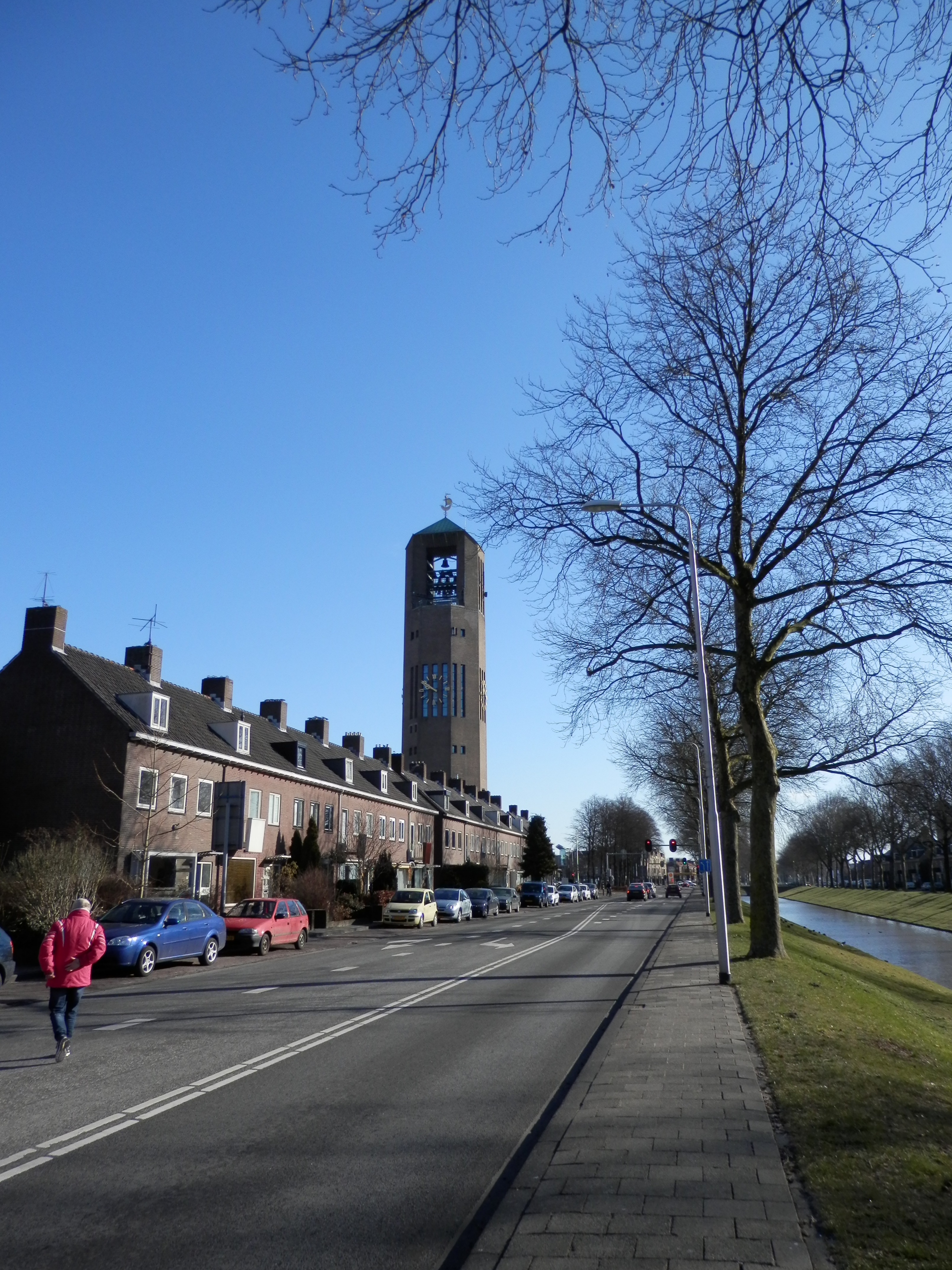
Veuduta panoramica di Emmeloord con la Pooldertoren, simbolo della città

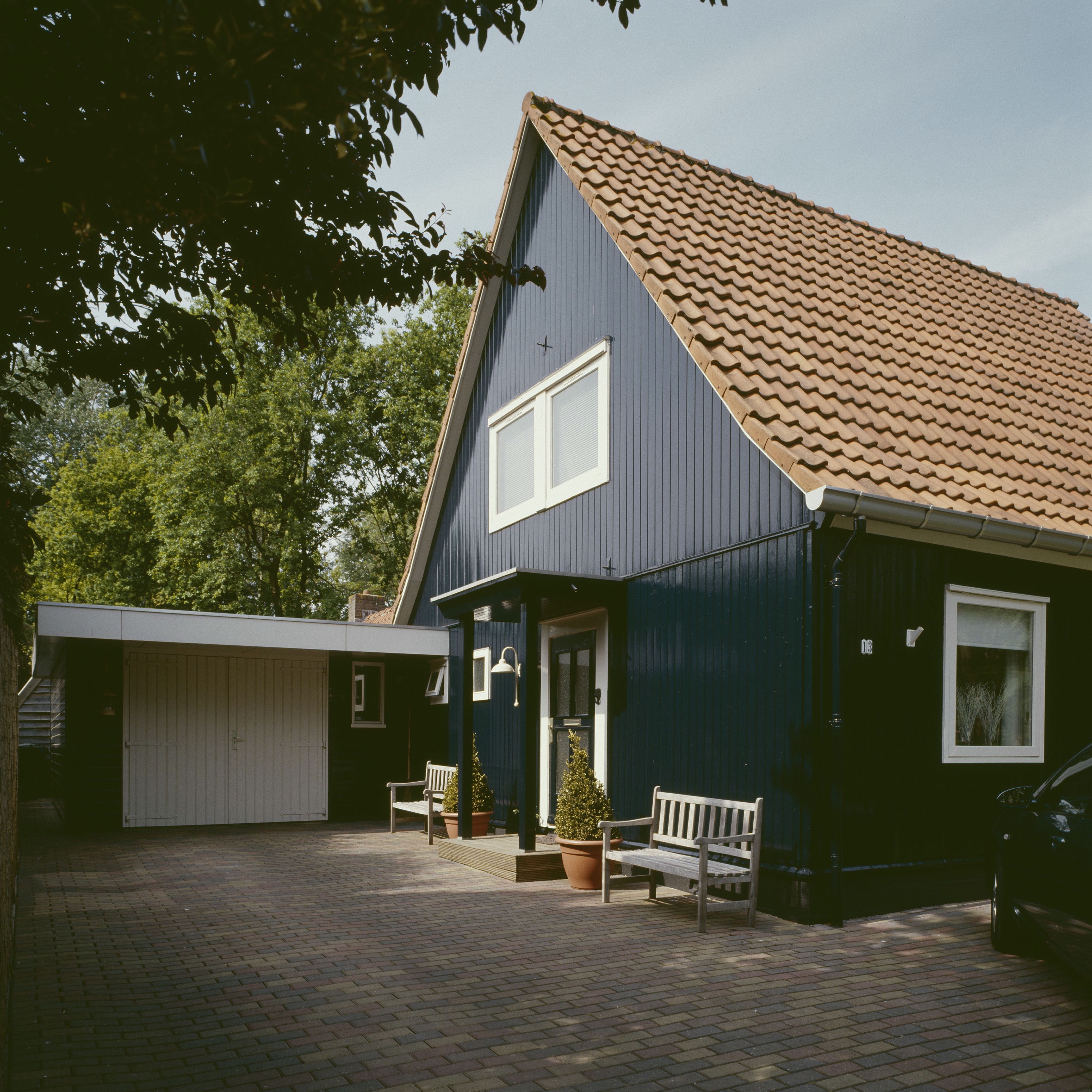
Edificio classificato come rijksmonument ad Emmeloord

Emmeloord (8,137 km²; 23.000 ab. circa) è una cittadina della provincia della Flevoland, nel nord-est dei Paesi Bassi, facente parte del comune di Noordoostpolder, di cui è il capoluogo

## Geografia fisica

### Collocazione
Emmeloord si trova nella parte settentrionale, a circa 13 km a nord-est di Urk.

## Società

### Evoluzione demografica
Al censimento del 2001, Emmeloord contava una popolazione pari a 23.295 abitanti.

## Storia
Emmeloord sorse con il prosciugamento del più antico polder del Flevoland.
|  |

## Architettura
Emmeloord vanta 19 edifici classificati come rijksmonumenten: 7 di questi si trovano lungo la Berkenlaan e 5 lungo la Acacialaan.

### Edifici e luoghi d'interesse

#### Poldertoren
L'edificio più noto di Emmeloord è la Poldertoren, una cisterna d'acqua dalla forma ottagonale e dell'altezza di 65 metri, che è stata eretta nel 1959.
Al suo interno si trova il carillon più grande dei Paesi Bassi, formato da 48 campane.
|  |

## Sport
- Flevo Boys Emmeloord, squadra di calcio[6]